# Autofagia
A autofagia (ou autofagocitose) é um processo catabólico celular que dá origem à degradação de componentes da própria célula utilizando os lisossomas. É um processo estreitamente regulado que desempenha uma função normal no crescimento celular, diferenciação, e na homeostase, e ajuda a manter um equilíbrio entre a síntese, a degradação e o reciclado dos produtos celulares. Consiste num dos principais mecanismos por meio dos quais uma célula em estado de desnutrição redistribui os nutrientes dos processos menos necessários aos essenciais.
A célula elimina organelas envelhecidas utilizando este mesmo mecanismo, que inclui a formação de vesículas com o auxílio do retículo endoplasmático liso: o organelo obsoleto é envolto numa membrana derivada desse mesmo retículo formando-se o chamado autofagossoma. De seguida, o autofagossoma, seguindo o mesmo caminho dos fagossomas, funde-se com um endossoma secundário, recebendo enzimas hidrolíticas do Complexo de Golgi. É, deste modo, transformado em fagolisossoma. O processo culmina com a degradação do organelo pela acção das enzimas.
Em células como os neurónios, hepatócitos e células musculares cardíacas, os fagolisossomas não completam a digestão total do organelo, sendo convertidos em corpos residuais. Com o avanço da idade, esses corpos formam pigmentos de inclusão que são acumulados no citosol. A autofagia pode ser estimulada em determinadas situações, como, por exemplo, durante o jejum prolongado, aparecendo numerosos autofagossomas nos hepatócitos com o objetivo de converter os componentes da célula em alimento para prolongar a sobrevivência do organismo.
O biólogo pesquisador Japonês Yoshinori Ohsumi foi premiado em 2016 com o Prémio Nobel da Medicina pela sua investigação relativa à autofagia.

## História
Reconhecida nos anos 1970 por Daniel Klionsky, pesquisador da Universidade de Michigan, Estados Unidos, a autofagia passou quase três décadas vista apenas como uma forma, inicialmente sem muita importância, de a célula se livrar de si mesma. Por essa razão, foi chamada de morte celular programada tipo 2 para diferenciar da apoptose, ou morte tipo 1, muito mais estudada. Pode-se dizer que a autofagia antecede a morte celular ou que é cruzada à morte celular, mas hoje não é mais correto afirmar que a autofagia seja um tipo de morte celular, pois sua existência está melhor associada a resistência e sobrevivência.
Os genes que controlam a autofagia começaram a ser identificados em 1997, inicialmente em leveduras, organismos unicelulares, empregados na fabricação de pão, vinho, cerveja e álcool combustível. A partir dos genes, os especialistas conheceram quais são e como interagem as proteínas que levam adiante esse mecanismo flexível de reciclagem de componentes celulares.
O biólogo pesquisador Japonês Yoshinori Ohsumi foi premiado em 2016 com o Prêmio Nobel da Medicina pela sua investigação relativa à autofagia.

## Mecanismos moleculares
Foram identificadas algumas dezenas de proteínas diferentes em células de levedura e de animais que participam no processo, que deve ser regulado rigorosamente: um pouco a mais ou um pouco a menos já pode ser deletério. Todo o processo ocorre na seguinte sequência de etapas:
1. Indução por ativação de moléculas sinalizadoras: proteínas-cinase (incluindo o complexo mTOR 1) que retransmitem informação sobre a condição metabólica da célula se tornam ativadas e sinalizam para a maquinaria autofágica.
2. Nucleação e expansão de uma membrana delimitante em forma de crescente: Vesículas de membrana, caracterizadas pela presença de ATG9, a única proteína transmembrana envolvida no processo, são recrutadas para um sítio de montagem, onde elas concentram a formação do autofagossomo (ou vacúolo autofágico). A ATG9 não é incorporada no autofagossomo: uma via de recuperação deve removê-la da estrutura de montagem.
3. Fechamento da membrana ao redor do alvo para formar um autofagossomo delimitado por dupla membrana selado.
4. Fusão do autofagossomo com lisossomos, catalisada pelas SNAREs, e formação do fagolisossomo.
5. Digestão da membrana interna e dos conteúdos do lúmen do autofagossomo.

Em células como os neurônios, hepatócitos e células musculares cardíacas, os fagolisossomos não completam a digestão total da organela, sendo convertidos em corpos residuais. Com o avanço da idade, esses corpos formam pigmentos de inclusão que são acumulados no citosol.

## Tipos de autofagia
A autofagia pode ser tanto não seletiva como seletiva. Na autofagia não seletiva, uma porção do citoplasma é sequestrada em autofagossomos. Pode ocorrer, por exemplo, em condições de privação alimentar: quando os nutrientes externos são limitados (jejum prolongado), os metabólitos derivados da digestão do citosol capturado podem ajudar a célula a sobreviver. Na autofagia seletiva, cargas específicas são empacotadas dentro dos autofagossomos que tendem a conter pouco citosol, e sua forma reflete a forma da carga. A autofagia seletiva medeia a degradação de mitocôndrias, ribossomos e RE que estão debilitados ou indesejados; ela também pode ser utilizada para destruir micróbios invasores.
A autofagia seletiva de mitocôndrias deterioradas ou danificadas é chamada de mitofagia. Quando as mitocôndrias funcionam normalmente, a membrana interna mitocondrial é energizada por um gradiente eletroquímico de H+ que direciona a síntese de ATP e a importação de proteínas precursoras mitocondriais e de metabólitos. As mitocôndrias danificadas não podem manter o gradiente, então a importação de proteínas é bloqueada. Como consequência, uma proteína-cinase chamada Pink1, que, em geral, é importada para as mitocôndrias, fica retida sobre a superfície mitocondrial onde recruta a ubiquitina-ligase Parkin do citosol. A Parkin realiza a ubiquitinação das proteínas da membrana mitocondrial externa, o que marca a organela para destruição seletiva nos autofagossomos. Mutações na Pink1 ou Parkin causam uma forma de aparecimento precoce da doença de Parkinson, uma doença degenerativa do sistema nervoso central. Não se sabe por que os neurônios que morrem prematuramente nessa doença são particularmente dependentes da mitofagia.

## Outras funções biológicas
Além de participar do processo natural de reciclagem de estruturas, em outras determinadas condições fisiológicas, pode ocorrer um aumento da autofagia. Isso acontece, por exemplo, nas glândulas mamárias quando termina a lactação. Durante a gravidez, aumenta o número de células secretoras dessas glândulas, para produzir leite após o parto. Terminado o período de lactação, ocorre a destruição autofágica dos restos de secreção e das organelas não mais necessárias.
As enzimas lisossômicas, algumas vezes, também participam da digestão de moléculas extracelulares. Um aumento nos níveis citosólicos de Ca2+ induz a fusão da membrana dos lisossomos com a membrana plasmática, fazendo com que as enzimas sejam exocitadas no meio extracelular. Essa secreção das enzimas lisossômicas ocorre em condições normais, como, por exemplo, na remodelação dos ossos durante o crescimento, quando as enzimas lisossômicas digerem a matriz óssea para possibilitar o crescimento do esqueleto.
Células envolvidas em defesa e resposta imune, tais como os basófilos, eosinófilos mastócitos e linfócitos, apresentam compartimentos lisossômicos especializados, denominados lisossomos secretores. Esses lisossomos realizam a secreção regulada das suas enzimas, ou seja, secretam apenas em resposta a um estímulo externo. Eles desempenham duas funções: estocam as enzimas lisossômicas que, no momento apropriado, são secretadas no meio extracelular e inserem na membrana plasmática moléculas envolvidas no processo da resposta imune.